# Casa-fàbrica Bonet
La casa-fàbrica Bonet és un edifici situat als carrers de la Reina Amàlia, 35 i de l'Hort de la Bomba, 6 del Raval de Barcelona. Com que no està catalogat, li correspon la categoria D (bé d'interès documental) atorgada per defecte a tots els edificis del districte de Ciutat Vella.

## Història

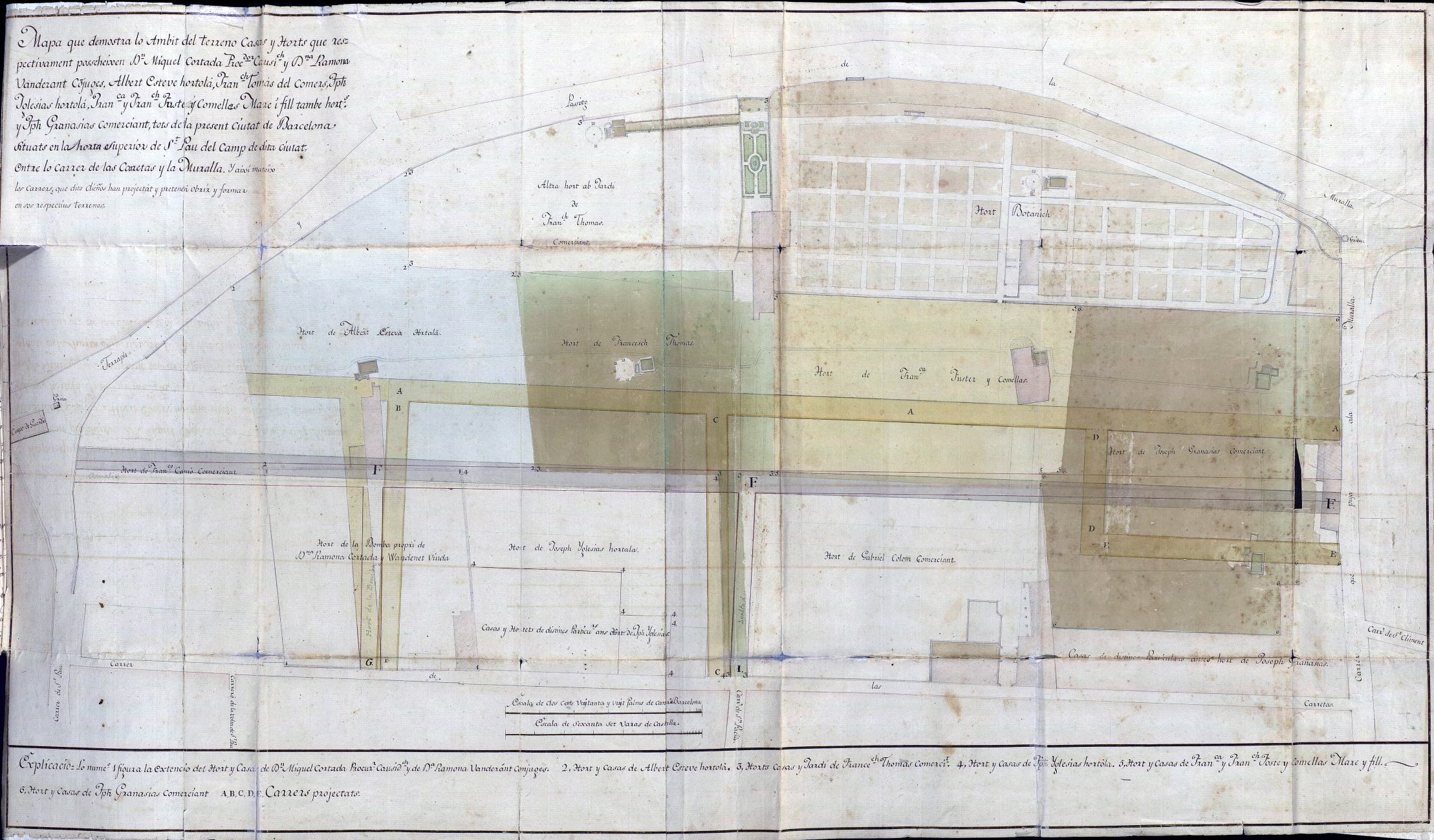
Projecte d'obertura dels carrers de la Reina Amàlia, Hort de la Bomba i Lleialtat (1807). S'hi pot llegir «Hort de la Bomba propi de D^{na} Ramona Cortada y Wandenet Viuda»

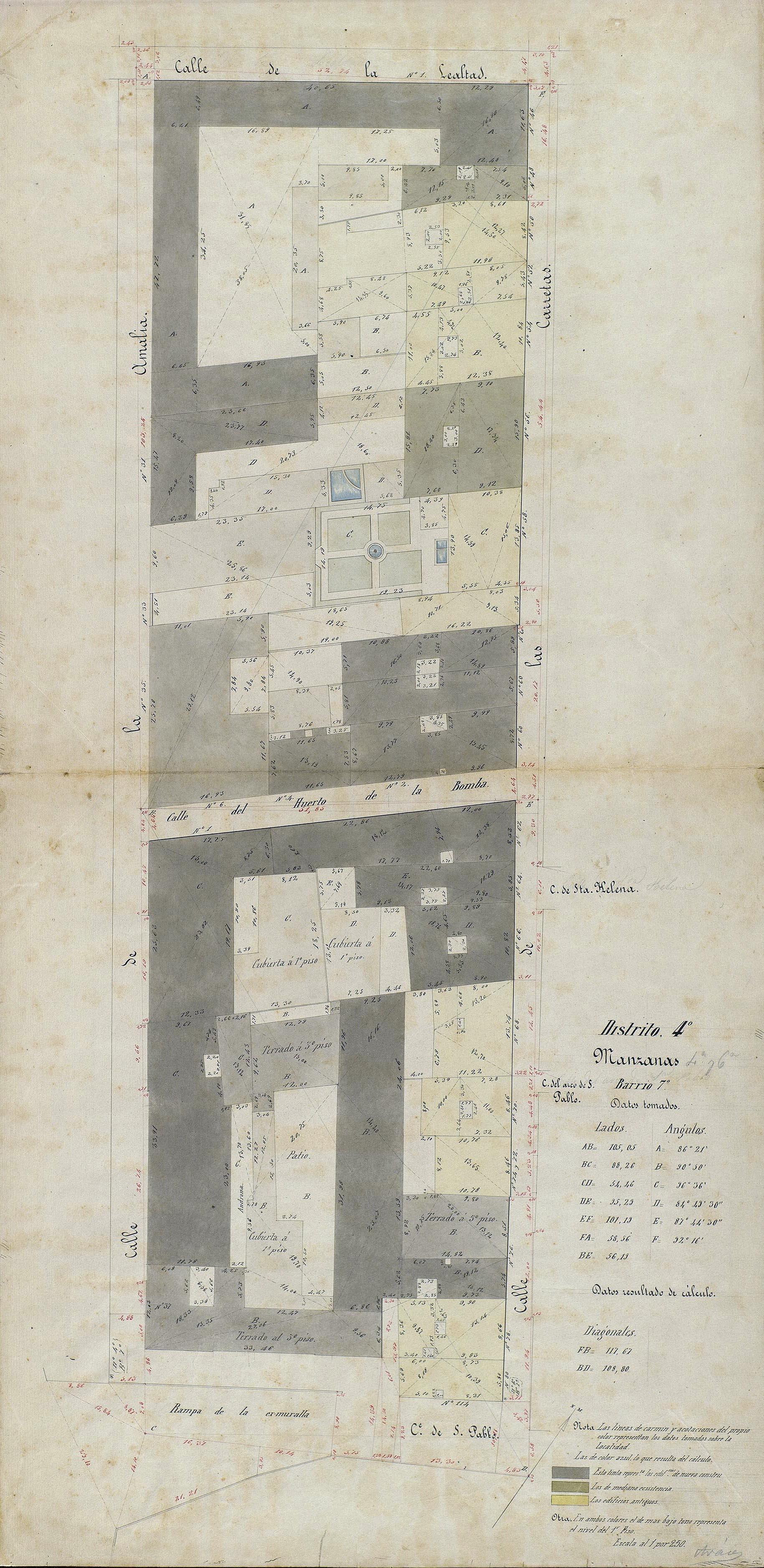
Quarteró núm. 105 de Garriga i Roca (c. 1860)

El 1850, el tintorer i aprestador Josep Bonet i Balcells va adquirir en emfiteusi una parcel·la de l'Hort de la Bomba a Mauricia Falces y Villamayor, natural de Peralta (Navarra) i vídua en primeres noces de Ramon de Cortada i Vandenent. El 1851 va demanar permís per a construir-hi un edifici de planta baixa i pis segons els plànols del mestre d'obres Jeroni Granell i Barrera. i novament el 1861 per a remuntar-hi tres pisos segons els plànols de l'arquitecte Oleguer Vilageliu.
El 1852 va demanar permís per a instal·lar-hi una màquina de vapor, i el 1868 va presentar uns plànols dels generadors de vapor de l'enginyer Fabià del Villar per a legalitzar les calderes. Bonet va entrar en concurs de creditors, i a conseqüència d'un litigi promogut per la seva dona Leonor Boada, la casa-fàbrica va ser embargada i subhastada, essent adquirida el 1872 per Josep Ramon Font i Fornés. Tot seguit, el nou propietari va presentar uns plànols de l'enginyer Francesc Pocurull per a legalitzar una de les calderes, però l'any següent, una inspecció arran de la denúncia d'un veí va descobrir que hi havia una segona caldera funcionant, el que va motivar un nou procediment de legalització, amb uns plànols del mestre d'obres Pau Martorell.
El 1880, Font vengué la propietat a Serapi Cerdà i Gascon, que morí l'any següent, passant a mans de la seva filla Mercè Cerdà i Casadevall. El 1885, aquesta la va vendre a l'enginyer Joan Font i Iglésias, que el 1889 la va aportar a la nova societat Crédito Artístico, Industrial, Mercantil y Agrícola, de la que era gerent i màxim accionista, i el 1892, va presentar uns nous plànols de l'enginyer Gaspar Forcada per a la legalització de les calderes.
El 1899, Ildefons Riba i Calvet, en nom de la societat, va demanar permís per a restaurar-ne la façana. En aquella època, hi havia la fàbrica de llits tornejats de Ramell i Planas, posteriorment d'Esteve Planas, on el 1908 es va declarar una vaga.